# Néstor Gonçalves
Néstor «Tito» Gonçalves Martinicorena  (Baltasar Brum, Artigas, 27 de abril de 1936 - Montevideo, 29 de diciembre de 2016) fue un futbolista y entrenador uruguayo. Capitán y líder, parte de la historia del Peñarol partícipe de la época dorada del club en la década de los años 60. Único futbolista uruguayo que jugó seis finales de Copa Libertadores.

## Trayectoria
A los quince años se fue a jugar al Universitario de Salto, y posteriormente despertó el interés del Peñarol y se fue a probar en un amistoso que se jugó en el parque Saroldi. En ese equipo había jugadores que habían sido campeones mundiales y autores del maracanazo en 1950 como Óscar Miguez, Víctor Rodríguez Andrade y William Martínez. Años después heredaría la camiseta de otro histórico: Obdulio Varela así como el cargo de capitán. Jugó solamente en Club Atlético Peñarol donde se destacó, obteniendo nueve campeonatos uruguayos, cinco de ellos de manera consecutiva, en el primer quinquenio de oro del club desde 1958 a 1962. Fue tricampeón de América y bicampeón del mundo. Hoy en día es considerado un ídolo de la afición aurinegra. Se retiró en 1970 en un partido contra Cerro.
Es conocida su anécdota de que siendo considerado de los mejores centrocampistas del mundo, decidió jugar toda su carrera en el Club Atlético Peñarol, a pesar del interés del Real Madrid de adquirir su ficha, a lo que el jugador se negó, respondiendo "Para que irme si ya estoy en el mejor del mundo". Marcando un amor al club que lo ha vuelto inmortal incluso en las nuevas generaciones acostumbradas a ver a sus jugadores irse al exterior sin la ambición de quedar en la historia grande del club.
Con la selección uruguaya disputó la Copa América de 1957 y 1959. Además, participó en los mundiales de 1962 y 1966.
Falleció el 29 de diciembre de 2016, a los 80 años. 

### Participaciones en la Copa del Mundo
| Mundial              | Sede       | Resultado        | Partidos | Goles |
| -------------------- | ---------- | ---------------- | -------- | ----- |
| Copa Mundial de 1962 | Chile      | Fase de grupos   | 3        | 0     |
| Copa Mundial de 1966 | Inglaterra | Cuartos de final | 4        | 0     |

### Participaciones en Copa América
| Copa                | Sede      | Resultado | Partidos | Goles |
| ------------------- | --------- | --------- | -------- | ----- |
| Copa América 1957   | Perú      | 4° lugar  | 3        | 0     |
| Copa América 1959-I | Argentina | 6° lugar  | 4        | 0     |

## Clubes
| Club    | País    | Año       | Partidos |
| ------- | ------- | --------- | -------- |
| Peñarol | Uruguay | 1957-1970 | 574      |

Resumen según posiciones obtenidas en el club
| Temporada | Liga Uruguaya | Copa Libertadores | Copa Intercontinental | Supercopa C. I. |
| --------- | ------------- | ----------------- | --------------------- | --------------- |
| 1957      | 2.º           | -                 | -                     | -               |
| 1958      | 1.º           | -                 | -                     | -               |
| 1959      | 1.º           | -                 | -                     | -               |
| 1960      | 1º            | 1º                | 2.º                   | -               |
| 1961      | 1º            | 1º                | 1.º                   | -               |
| 1962      | 1.º           | 2.º               | -                     | -               |
| 1963      | 2.º           | Semifinal         | -                     | -               |
| 1964      | 1.º           | -                 | -                     | -               |
| 1965      | 1.º           | 2.º               | -                     | -               |
| 1966      | 2.º           | 1.º               | 1.º                   | -               |
| 1967      | 1.º           | Semifinal         | -                     | -               |
| 1968      | 1.º           | Semifinal         | -                     | Fase de grupos  |
| 1969      | 2.º           | Semifinal         | -                     | 1.º             |
| 1970      | 2.º           | 2.º               | -                     | -               |

## Palmarés

### Campeonatos nacionales
| Título                  | Club    | País    | Año  |
| ----------------------- | ------- | ------- | ---- |
| Campeonato Uruguayo (1) | Peñarol | Uruguay | 1958 |
| Torneo Cuadrangular (1) | Peñarol | Uruguay | 1959 |
| Campeonato Uruguayo (2) | Peñarol | Uruguay | 1959 |
| Torneo Cuadrangular (2) | Peñarol | Uruguay | 1960 |
| Campeonato Uruguayo (3) | Peñarol | Uruguay | 1960 |
| Campeonato Uruguayo (4) | Peñarol | Uruguay | 1961 |
| Campeonato Uruguayo (5) | Peñarol | Uruguay | 1962 |
| Torneo Cuadrangular (3) | Peñarol | Uruguay | 1963 |
| Torneo de Honor (1)     | Peñarol | Uruguay | 1964 |
| Campeonato Uruguayo (6) | Peñarol | Uruguay | 1964 |
| Campeonato Uruguayo (7) | Peñarol | Uruguay | 1965 |
| Torneo Cuadrangular (4) | Peñarol | Uruguay | 1966 |
| Torneo de Honor (2)     | Peñarol | Uruguay | 1967 |
| Campeonato Uruguayo (8) | Peñarol | Uruguay | 1967 |
| Torneo Cuadrangular (5) | Peñarol | Uruguay | 1968 |
| Campeonato Uruguayo (9) | Peñarol | Uruguay | 1968 |

### Copas internacionales
| Título                                    | Club    | Sede       | Año  |
| ----------------------------------------- | ------- | ---------- | ---- |
| Copa Libertadores                         | Peñarol | Asunción   | 1960 |
| Copa Libertadores                         | Peñarol | São Paulo  | 1961 |
| Copa Intercontinental                     | Peñarol | Montevideo | 1961 |
| Copa Libertadores                         | Peñarol | Santiago   | 1966 |
| Copa Intercontinental                     | Peñarol | Madrid     | 1966 |
| Supercopa de Campeones Intercontinentales | Peñarol | La Plata   | 1969 |

Otros logros:
- Subcampeón del Campeonato Uruguayo 1957 con Peñarol.
- Subcampeón de la Copa Intercontinental 1960 con Peñarol.
- Subcampeón de la Copa de Campeones de América 1962 con Peñarol.
- Subcampeón del Campeonato Uruguayo 1963 con Peñarol.
- Subcampeón de la Copa Libertadores 1965 con Peñarol.
- Subcampeón del Campeonato Uruguayo 1966 con Peñarol.
- Subcampeón del Campeonato Uruguayo 1969 con Peñarol.
- Subcampeón del Campeonato Uruguayo 1970 con Peñarol.
- Subcampeón de la Copa Libertadores 1970 con Peñarol.

### Récords
- Jugador con más partidos jugados en Peñarol con 574 partidos.
- Jugador con más títulos ganados en Peñarol con 21 títulos (Récord compartido con Roque Gastón Máspoli).